# Morti il 3 ottobre
| Questa pagina contiene informazioni ricavate automaticamente dalle voci biografiche con l'ausilio del template Bio e di un bot. L'aggiornamento è periodico e automatico e ricostruisce completamente la pagina. Se manca una persona in questa lista, sei pregato di non aggiungerla, ma accertati piuttosto che la sua voce biografica contenga il template Bio e che i dati anagrafici siano correttamente compilati. Se il template Bio manca, inseriscilo tu stesso o, in alternativa, metti l'avviso {{tmp\|Bio}} che ne segnala la mancanza. Se i dati riportati sono sbagliati, correggi direttamente la voce biografica; le modifiche saranno visibili in questa lista entro pochi giorni. Per chiarimenti vedi il progetto biografie. La lista contiene solo le 480 persone che sono citate nell'enciclopedia e per le quali è stato implementato correttamente il template Bio. Pagina aggiornata al 5 ago 2025. |

## I secolo a.C.(1)
- 42 a.C. - Gaio Cassio Longino, politico romano

## IX secolo(2)
- 818 - Ermengarda di Hesbaye, regina franca
- 829 - Utto di Metten, abate italiano

## X secolo(1)
- 959 - Gerardo di Brogne, abate e santo belga

## XII secolo(1)
- 1160 - Adalgotto di Coira, vescovo cattolico svizzero

## XIII secolo(2)
- 1226 - Francesco d'Assisi, religioso, mistico e poeta italiano
- 1283 - Dafydd ap Gruffydd, principe gallese (n. 1238)

## XIV secolo(5)
- 1306 - Margherita di Navarra, principessa (n. 1240)
- 1342 - María Díaz de Haro, nobildonna spagnola (n. 1270)
- 1358 - Mahaut di Châtillon, nobildonna francese (n. 1293)
- 1369 - Margherita di Tirolo-Gorizia, contessa (n. 1318)
- 1380 - Agapito Colonna, cardinale e vescovo cattolico italiano

## XV secolo(6)
- 1405 - Paolo Savelli, nobile e condottiero italiano (n. 1350)
- 1427 - Pandolfo III Malatesta, condottiero italiano (n. 1370)
- 1431 - Thomas Beaufort, conte di Perche, nobile inglese (n. 1405)
- 1456 - Walram von Moers, cardinale e vescovo cattolico tedesco (n. 1393)
- 1457 - Giampietro da Lucca, letterato italiano
- 1480 - Napoleone Orsini, nobile e condottiero italiano

## XVI secolo(14)
- 1503 - Anton Koberger, orafo e tipografo tedesco
- 1525 - Sigismondo Gonzaga, cardinale italiano (n. 1469)
- 1527 - Giampaolo Manfrone, condottiero italiano (n. 1441)
- 1542 - Costanzo Bentivoglio, nobile (n. 1489)
- 1543 - Camilla de' Rossi, nobile italiana (n. 1516)
- 1559 - Ercole II d'Este, duca italiano (n. 1508)
- 1568 - Elisabetta di Valois, principessa francese (n. 1546)
- 1568 - Giovanni Tancredi, teologo e francescano italiano
- 1569 - Simone Spinola, doge (n. 1497)
- 1569 - Filiberto di Baden-Baden, nobile tedesco (n. 1536)
- 1577 - Enrico IX di Waldeck, nobile tedesco (n. 1531)
- 1580 - Remigio Nannini, scrittore e religioso italiano (n. 1518)
- 1591 - Vincenzo Campi, pittore italiano (n. 1536)
- 1593 - Giovanni Grimani, patriarca cattolico italiano (n. 1506)

## XVII secolo(15)
- 1603 - Cristoforo Boncompagni, arcivescovo cattolico italiano (n. 1537)
- 1611 - Carlo di Guisa, nobile francese (n. 1554)
- 1611 - Margherita d'Austria-Stiria, regina (n. 1584)
- 1618 - Paolo Tolosa, arcivescovo cattolico italiano (n. 1558)
- 1629 - Paolo Agostini, compositore e organista italiano (n. 1583)
- 1629 - Giorgi Saakadze, militare georgiano
- 1641 - Étienne Martellange, gesuita, architetto e pittore francese (n. 1569)
- 1642 - Charles Howard, II conte di Nottingham, nobile inglese (n. 1579)
- 1646 - Virgilio Mazzocchi, compositore italiano (n. 1597)
- 1652 - Scipione Chiaramonti, astronomo e filosofo italiano (n. 1565)
- 1659 - Teramo Castelli, presbitero, missionario e disegnatore italiano (n. 1597)
- 1685 - Juan Carreño de Miranda, pittore spagnolo (n. 1614)
- 1685 - Johann Heinrich Roos, pittore tedesco (n. 1631)
- 1688 - David Carnegie, III conte di Northesk, nobile scozzese (n. 1643)
- 1696 - Prospero Intorcetta, missionario e gesuita italiano (n. 1625)

## XVIII secolo(11)
- 1702 - Sofia Luisa di Württemberg (n. 1642)
- 1703 - Alessandro Melani, compositore italiano (n. 1639)
- 1704 - Jean-Baptiste Denys, medico francese (n. 1643)
- 1715 - Ferdinand August von Lobkowicz, nobile e diplomatico ceco (n. 1655)
- 1748 - Tommaso Ottaviano II Ghilini, nobile e politico italiano (n. 1667)
- 1750 - Matthias Georg Monn, compositore e organista austriaco (n. 1717)
- 1753 - Gian Pietro Gaffori, patriota e medico italiano (n. 1710)
- 1759 - Ernst von Steinberg, politico tedesco (n. 1692)
- 1787 - Pietro Melchiorre Ferrari, pittore italiano (n. 1735)
- 1791 - Guido Antonio Zanetti, numismatico italiano (n. 1741)
- 1793 - Fletcher Christian, ufficiale inglese (n. 1764)

## XIX secolo(59)
- 1801 - Philippe Henri de Ségur, generale francese (n. 1724)
- 1820 - Ludwig Wenzel Lachnith, musicista e compositore boemo (n. 1746)
- 1822 - François Peyrard, matematico, traduttore e bibliotecario francese (n. 1760)
- 1825 - Claude Simon, vescovo cattolico francese (n. 1744)
- 1826 - Jens Baggesen, poeta danese (n. 1764)
- 1827 - Franz Michael Vierthaler, pedagogista, scrittore e pubblicista austriaco (n. 1758)
- 1828 - George Grey, I baronetto di Fallodon, militare britannico (n. 1767)
- 1830 - Tommaso Bucciano, scultore italiano (n. 1757)
- 1830 - Robert Lefèvre, pittore francese (n. 1755)
- 1833 - François de Chasseloup-Laubat, ingegnere e militare francese (n. 1754)
- 1836 - Stefano Ticozzi, storico dell'arte italiano (n. 1762)
- 1838 - Falco Nero, nativo americano (n. 1767)
- 1842 - Vicente Emparán, generale spagnolo (n. 1747)
- 1846 - Charles Wolseley, VII baronetto, politico e nobile inglese (n. 1769)
- 1849 - Johann Philipp Neumann, fisico, bibliotecario e poeta austriaco (n. 1774)
- 1849 - Nicola Petrini Zamboni, violinista, compositore e direttore d'orchestra italiano (n. 1785)
- 1851 - Charles Jenkinson, III conte di Liverpool, nobile e politico inglese (n. 1784)
- 1852 - Tirimujgan Kadin (n. 1819)
- 1853 - George Onslow, compositore francese (n. 1784)
- 1854 - Salvatore Portal, naturalista e botanico italiano (n. 1789)
- 1855 - Robert Adair, diplomatico inglese (n. 1763)
- 1859 - John Young Mason, politico e diplomatico statunitense (n. 1799)
- 1859 - George Villiers, V conte di Jersey, nobile e politico inglese (n. 1773)
- 1860 - Bonaventura Buttini, politico italiano (n. 1811)
- 1860 - Rembrandt Peale, pittore statunitense (n. 1778)
- 1862 - Adolphe de Chesnel, storico e enciclopedista francese (n. 1791)
- 1862 - James Whitley Deans Dundas, ammiraglio britannico (n. 1785)
- 1862 - François Sudre, violinista, compositore e teorico della musica francese (n. 1787)
- 1866 - Giulio Fiastri, militare italiano (n. 1829)
- 1867 - Elias Howe, inventore statunitense (n. 1819)
- 1867 - Jacopo Sanvitale, letterato, scienziato e politico italiano (n. 1785)
- 1867 - Bernard Seurre, scultore francese (n. 1795)
- 1868 - Charles-Louis Du Pin, militare francese (n. 1814)
- 1871 - Augusto di Senarclens de Grancy, funzionario tedesco (n. 1794)
- 1873 - Kintpuash, nativo americano
- 1873 - Filippo de Blasio, giurista italiano (n. 1820)
- 1877 - James Roosevelt Bayley, arcivescovo cattolico statunitense (n. 1814)
- 1877 - Rómulo Díaz de la Vega, politico messicano (n. 1800)
- 1877 - Thérèse Tietjens, soprano tedesco (n. 1831)
- 1878 - Giovanni Andrea Gregorini, imprenditore e politico italiano (n. 1819)
- 1880 - Adolphe-Félix Cals, pittore e incisore francese (n. 1810)
- 1881 - Annibale Cressoni, giornalista, patriota e impresario teatrale italiano (n. 1820)
- 1881 - Henry Fowle Durant, avvocato e filantropo statunitense (n. 1822)
- 1881 - Orson Pratt, presbitero statunitense (n. 1811)
- 1881 - Giuseppe Serroy, politico, medico e poeta italiano (n. 1798)
- 1882 - Adelaide Phillipps, contralto britannico (n. 1833)
- 1883 - Josef Wilhelm von Gallina, generale austro-ungarico (n. 1820)
- 1884 - Hans Makart, pittore austriaco (n. 1840)
- 1884 - Nicola Trudi, matematico italiano (n. 1811)
- 1888 - Tawhida Hanim, principessa egiziana (n. 1850)
- 1890 - Alfredo Baccarini, ingegnere e politico italiano (n. 1826)
- 1890 - Joseph Hergenröther, cardinale e storico tedesco (n. 1824)
- 1891 - Édouard Lucas, matematico francese (n. 1842)
- 1891 - Vincenzo Vela, scultore e docente svizzero (n. 1820)
- 1892 - Giovanni Luigi Malvezzi de' Medici, politico, patriota e letterato italiano (n. 1819)
- 1892 - Paul Peel, pittore canadese (n. 1860)
- 1896 - William Morris, artista e scrittore britannico (n. 1834)
- 1898 - Marcos Jiménez de la Espada, zoologo, esploratore e storico spagnolo (n. 1831)
- 1899 - Carlo De Amezaga, militare italiano (n. 1835)

## XX secolo(232)
- 1901 - Edwin Johnson, storico inglese (n. 1842)
- 1902 - Carl Walbrodt, scacchista tedesco (n. 1871)
- 1903 - Benedetto Junck, compositore italiano (n. 1852)
- 1904 - Emanuele Cacherano di Bricherasio, imprenditore e nobile italiano (n. 1869)
- 1907 - Tony Bandmann, pianista e pittrice tedesca (n. 1848)
- 1909 - Edgardo Saporetti, pittore italiano (n. 1865)
- 1910 - Melchior Treub, botanico olandese (n. 1851)
- 1912 - Gennaro Orlando, storico e commediografo italiano (n. 1844)
- 1912 - Carlo Tiochet, paroliere e scrittore italiano (n. 1863)
- 1913 - Paul Preuss, alpinista austriaco (n. 1886)
- 1913 - Nathaniel Semple, tennista statunitense (n. 1876)
- 1914 - Joseph Déchelette, archeologo francese (n. 1862)
- 1914 - René Gâteaux, matematico francese (n. 1889)
- 1916 - Vincenz Czerny, ginecologo e chirurgo tedesco (n. 1842)
- 1916 - János Zichy, nobile e militare ungherese (n. 1834)
- 1917 - Eduardo Di Capua, compositore italiano (n. 1865)
- 1917 - Giulio Monteverde, scultore e politico italiano (n. 1837)
- 1918 - Casimir de Candolle, botanico svizzero (n. 1836)
- 1918 - Fritz Höhn, militare e aviatore tedesco (n. 1896)
- 1918 - Wallace McCutcheon, regista statunitense (n. 1858)
- 1918 - Sumer Singh, indiano (n. 1898)
- 1919 - Giovanni Burocchi, militare italiano (n. 1881)
- 1919 - Hjalmar Mellander, multiplista, lunghista e giavellottista svedese (n. 1880)
- 1920 - Giuseppe Luigi Malliani, politico italiano (n. 1855)
- 1922 - Fabio Besta, economista italiano (n. 1845)
- 1922 - Alessandro Guiccioli, diplomatico e politico italiano (n. 1843)
- 1923 - Lorenzo Ellero, psichiatra e politico italiano (n. 1856)
- 1923 - Kadambini Ganguly, medico indiana (n. 1861)
- 1924 - Juan Anacleto Araneta, imprenditore e rivoluzionario filippino (n. 1852)
- 1924 - Alois Walde, linguista austriaco (n. 1869)
- 1927 - Costantino Lazzari, politico italiano (n. 1857)
- 1929 - Jeanne Eagels, attrice e showgirl statunitense (n. 1890)
- 1929 - Pompilio Grandi, politico e avvocato italiano (n. 1842)
- 1929 - Armas Lindgren, architetto finlandese (n. 1874)
- 1929 - Gustav Stresemann, politico tedesco (n. 1878)
- 1930 - Friedrich Ludwig, musicologo tedesco (n. 1872)
- 1931 - Lauro De Bosis, scrittore, poeta e antifascista italiano (n. 1901)
- 1931 - Carl Nielsen, compositore, violinista e direttore d'orchestra danese (n. 1865)
- 1932 - Giulio Aristide Sartorio, pittore, scultore e scrittore italiano (n. 1860)
- 1932 - Max Wolf, astronomo tedesco (n. 1863)
- 1933 - Young Stribling, pugile statunitense (n. 1904)
- 1934 - Henri Marteau, violinista e compositore francese (n. 1874)
- 1935 - Hermann Krukenberg, chirurgo tedesco (n. 1863)
- 1936 - Attilio Buratti, calciatore e allenatore di calcio italiano (n. 1894)
- 1936 - John Heisman, allenatore di football americano, allenatore di pallacanestro e allenatore di baseball statunitense (n. 1869)
- 1936 - Antonín Kaliba, calciatore cecoslovacco (n. 1898)
- 1936 - John Lynch, sceneggiatore statunitense (n. 1870)
- 1936 - Samuel Rinnah Van Sant, politico statunitense (n. 1844)
- 1937 - Richard Hertwig, medico e zoologo tedesco (n. 1850)
- 1938 - Vіktor Stepanovyč Kosenko, compositore, pianista e docente russo (n. 1896)
- 1939 - Marcel Buysse, ciclista su strada e pistard belga (n. 1889)
- 1942 - Willibald von Langermann und Erlencamp, generale tedesco (n. 1890)
- 1942 - Ludwik Ćwikliński, filologo classico polacco (n. 1853)
- 1943 - Serafino Cellini, aviatore e partigiano italiano (n. 1921)
- 1943 - Miroslav Dešković, calciatore jugoslavo (n. 1907)
- 1943 - Alessandro Panichi, partigiano italiano (n. 1923)
- 1943 - Herbert Wipiti, militare e aviatore neozelandese (n. 1922)
- 1944 - Arturo De Varda, chimico italiano (n. 1859)
- 1944 - Alfonso Lissi, partigiano italiano (n. 1906)
- 1944 - Narciso Pasta, pistard italiano (n. 1873)
- 1944 - Ugo Ricci, partigiano italiano (n. 1913)
- 1945 - Truman Handy Newberry, politico statunitense (n. 1864)
- 1945 - Aldo Sorani, saggista, giornalista e traduttore italiano (n. 1883)
- 1947 - Davide Mele, imprenditore, dirigente d'azienda e politico italiano (n. 1880)
- 1947 - Henrik Schück, scrittore svedese (n. 1855)
- 1949 - Giovanni Agamennone, geologo e sismologo italiano (n. 1858)
- 1949 - Mid'hat Frashëri, scrittore e politico albanese (n. 1880)
- 1950 - Betzy Kjelsberg, attivista norvegese (n. 1866)
- 1950 - Giacomo Reggio, ingegnere e politico italiano (n. 1858)
- 1950 - Pantelejmon Petrovič Sazonov, regista cinematografico russo (n. 1895)
- 1951 - Alberto Andreani, militare e partigiano italiano (n. 1902)
- 1952 - Alfred Neumann, scrittore, drammaturgo e poeta tedesco (n. 1895)
- 1953 - Arnold Bax, compositore britannico (n. 1883)
- 1953 - Szilárd Ignác Bogdánffy, vescovo cattolico rumeno (n. 1911)
- 1953 - Rosario Candela, architetto italiano (n. 1890)
- 1953 - Florence Rena Sabin, medico statunitense (n. 1871)
- 1954 - Vera Fëdorovna Gaze, astronoma sovietica (n. 1899)
- 1954 - Manuel Romero, regista cinematografico e sceneggiatore argentino (n. 1891)
- 1955 - Alfonso Canciani, scultore italiano (n. 1863)
- 1955 - Angelo Mercati, archivista, storico e traduttore italiano (n. 1870)
- 1955 - Domenico Savarese, vescovo cattolico italiano (n. 1903)
- 1956 - Džafer Kulenović, politico jugoslavo (n. 1891)
- 1956 - Imre Serényi, calciatore ungherese (n. 1909)
- 1957 - Walter Duranty, giornalista britannico (n. 1884)
- 1957 - Pietro Grosso, calciatore italiano (n. 1923)
- 1957 - Umberto Ricci, funzionario e politico italiano (n. 1878)
- 1957 - Michele Saba, giornalista e politico italiano (n. 1891)
- 1957 - Lőrinc Szabó, poeta e traduttore ungherese (n. 1900)
- 1958 - George Bell, vescovo anglicano britannico (n. 1883)
- 1958 - Henry Molinari, politico e calciatore italiano (n. 1894)
- 1958 - Margarita Morozova, mecenate russa (n. 1873)
- 1958 - Cesare Giulio Viola, scrittore, commediografo e sceneggiatore italiano (n. 1886)
- 1959 - Karl Burger, calciatore tedesco (n. 1883)
- 1959 - Bortolo Galletto, politico italiano (n. 1889)
- 1960 - James Woodget, tiratore di fune britannico (n. 1874)
- 1961 - Hans-Bodo von Alvensleben-Neugattersleben, politico tedesco (n. 1882)
- 1961 - Martin Hinton, zoologo britannico (n. 1883)
- 1962 - Guglielmo Cassinelli, generale e aviatore italiano (n. 1897)
- 1962 - Jurij Aleksandrovič Muzikant, regista cinematografico sovietico (n. 1900)
- 1962 - Victor Sonnemans, pallanuotista belga (n. 1874)
- 1963 - Antonín Ratzensberger, calciatore cecoslovacco (n. 1893)
- 1964 - Erich Schmidt, archeologo tedesco (n. 1897)
- 1965 - Attilio Beltramino, missionario e vescovo cattolico italiano (n. 1901)
- 1965 - Caterina Lescano, cantante ungherese (n. 1919)
- 1965 - Max Picard, scrittore svizzero (n. 1888)
- 1965 - Zachary Scott, attore statunitense (n. 1914)
- 1966 - Andrea Capitanio, allenatore di calcio e calciatore italiano (n. 1907)
- 1966 - Giovanni Cerlesi, politico e partigiano italiano (n. 1921)
- 1966 - Plinio Petrozzi, calciatore italiano (n. 1927)
- 1966 - Rolf Sievert, fisico svedese (n. 1896)
- 1967 - Pinto Colvig, attore e doppiatore statunitense (n. 1892)
- 1967 - Pietro Grammatico, politico italiano (n. 1885)
- 1967 - Woody Guthrie, musicista, cantautore e scrittore statunitense (n. 1912)
- 1967 - Vilhelm Jørgensen, calciatore danese (n. 1897)
- 1967 - Malcolm Sargent, direttore d'orchestra, organista e compositore britannico (n. 1895)
- 1968 - Giorgio Agostinelli, calciatore italiano (n. 1900)
- 1969 - Charles Burnell, canottiere britannico (n. 1876)
- 1969 - Neal Burns, attore e regista statunitense (n. 1892)
- 1969 - Skip James, chitarrista e pianista statunitense (n. 1902)
- 1970 - Vittoria Adelaide di Schleswig-Holstein-Sonderburg-Glücksburg, principessa (n. 1885)
- 1971 - Leah Baird, attrice e sceneggiatrice statunitense (n. 1883)
- 1971 - Aldo Castellani, medico e batteriologo italiano (n. 1874)
- 1971 - Lester Germer, fisico statunitense (n. 1896)
- 1971 - Adelaide d'Asburgo-Lorena, principessa austriaca (n. 1914)
- 1971 - Seán Ó Riada, compositore e direttore d'orchestra irlandese (n. 1931)
- 1972 - Giuseppe Conca, sollevatore italiano (n. 1904)
- 1972 - Wim van Heel, hockeista su prato olandese (n. 1922)
- 1973 - Renato Anselmi, schermidore italiano (n. 1891)
- 1973 - Guido Lospinoso, poliziotto e diplomatico italiano (n. 1885)
- 1973 - Carl Wilhelm Petersén, giocatore di curling svedese (n. 1884)
- 1974 - Alessandro Bagnato, scrittore, poeta e storico italiano (n. 1890)
- 1974 - Ina Seidel, poetessa e scrittrice tedesca (n. 1885)
- 1975 - Charles Lacquehay, ciclista su strada, pistard e ciclocrossista francese (n. 1897)
- 1975 - Alberto Macchi, calciatore e allenatore di calcio italiano (n. 1909)
- 1975 - Guy Mollet, politico francese (n. 1905)
- 1975 - Pietro Torretta, mafioso italiano (n. 1912)
- 1976 - Émile Benveniste, linguista francese (n. 1902)
- 1976 - Scott Duncan, calciatore e allenatore di calcio scozzese (n. 1888)
- 1977 - Arnold Bode, pittore tedesco (n. 1900)
- 1977 - Marion Sénones, pittrice, illustratrice e giornalista francese (n. 1886)
- 1977 - Tay Garnett, regista, sceneggiatore e produttore cinematografico statunitense (n. 1894)
- 1977 - Richard Peter, fotografo tedesco (n. 1895)
- 1978 - Vasilij Michajlovič Andrianov, politico sovietico (n. 1902)
- 1978 - Aleksandr Belov, cestista sovietico (n. 1951)
- 1978 - Frediano Frediani, architetto italiano (n. 1897)
- 1978 - Octavia Handworth, attrice statunitense (n. 1887)
- 1978 - Alfred Strange, calciatore inglese (n. 1900)
- 1979 - Giovanni Genucchi, scultore, pittore e intagliatore svizzero (n. 1904)
- 1979 - Ferdinando Gerra, bibliografo, saggista e attore italiano (n. 1901)
- 1979 - André Godinat, ciclista su strada francese (n. 1903)
- 1979 - Claudia Jennings, modella e attrice statunitense (n. 1949)
- 1979 - Nicos Poulantzas, sociologo e filosofo greco (n. 1936)
- 1979 - Humberto Teixeira, compositore e politico brasiliano (n. 1915)
- 1980 - María Teresa Mora, scacchista cubana (n. 1902)
- 1980 - Albéric O'Kelly de Galway, scacchista belga (n. 1911)
- 1980 - Filippo Scelzo, attore italiano (n. 1900)
- 1980 - Armand Swartenbroeks, calciatore belga (n. 1892)
- 1980 - Melvin E. Thompson, politico statunitense (n. 1903)
- 1980 - Gustav Wagner, militare austriaco (n. 1911)
- 1980 - Jerzy Żurawlew, pianista e direttore d'orchestra polacco (n. 1887)
- 1981 - Tadeusz Kotarbiński, filosofo e logico polacco (n. 1886)
- 1981 - Shinji Sogō, dirigente d'azienda giapponese (n. 1884)
- 1981 - Mario Vetrone, fisico, matematico e politico italiano (n. 1914)
- 1981 - Fratelli Zacchini, circense italiano (n. 1894)
- 1982 - Roger Claessen, calciatore belga (n. 1941)
- 1982 - Vivien Merchant, attrice britannica (n. 1929)
- 1982 - Noel Sickles, fumettista e illustratore statunitense (n. 1910)
- 1983 - Lev Aronin, scacchista sovietico (n. 1920)
- 1983 - Mario Mazzuca, rugbista a 15 e dirigente sportivo italiano (n. 1910)
- 1983 - Nicola Salerno, politico italiano (n. 1897)
- 1983 - Raimondo Selli, geologo e oceanografo italiano (n. 1916)
- 1983 - Otello Subinaghi, calciatore italiano (n. 1910)
- 1984 - Otello Fava, truccatore italiano (n. 1915)
- 1984 - Raymond McKee, attore, musicista e paroliere statunitense (n. 1892)
- 1984 - Nesta Obermer, filantropa, pittrice e drammaturga britannica (n. 1893)
- 1984 - Elkan Tedeev, lottatore sovietico (n. 1937)
- 1985 - Amos Nattini, pittore italiano (n. 1892)
- 1986 - Bruno Innocenti, scultore italiano (n. 1906)
- 1986 - Sergej Anatol'evič Preminin, militare sovietico (n. 1965)
- 1987 - Jean Anouilh, drammaturgo, regista teatrale e sceneggiatore francese (n. 1910)
- 1987 - Hans Gál, compositore e pianista austriaco (n. 1890)
- 1987 - Mahamat Idriss, altista ciadiano (n. 1942)
- 1987 - Maria Ivogün, soprano ungherese (n. 1891)
- 1988 - Clarence Carnes, criminale statunitense (n. 1927)
- 1988 - Marco Galli, pallanuotista italiano (n. 1957)
- 1988 - Fred Roberts, calciatore nordirlandese (n. 1905)
- 1988 - Franz Josef Strauß, politico tedesco (n. 1915)
- 1989 - James Bickford, bobbista statunitense (n. 1912)
- 1989 - Andrée Lafayette, attrice francese (n. 1903)
- 1989 - Marco Lusini, artista italiano (n. 1936)
- 1990 - Charlotte Boyle, nuotatrice statunitense (n. 1899)
- 1990 - Stefano Casiraghi, imprenditore e pilota motonautico italiano (n. 1960)
- 1990 - Emilio Renzi, tenore italiano (n. 1908)
- 1990 - Res Jost, fisico svizzero (n. 1918)
- 1990 - Eleanor Steber, soprano statunitense (n. 1914)
- 1991 - Max Cantor, giornalista e attore statunitense (n. 1959)
- 1991 - Ed Dancker, cestista statunitense (n. 1914)
- 1991 - Alfio Gagliardi, calciatore italiano (n. 1909)
- 1991 - Gia Nadareishvili, compositore di scacchi sovietico (n. 1921)
- 1991 - Lyne de Souza, modella francese (n. 1914)
- 1992 - Aliyar Aliyev, militare azero (n. 1957)
- 1992 - Fritz Dennerlein, pallanuotista, nuotatore e allenatore di pallanuoto italiano (n. 1936)
- 1992 - Vittorio Melloni, regista italiano (n. 1939)
- 1992 - Pietro Antonio Zveteremich, slavista e traduttore italiano (n. 1922)
- 1993 - Gary Gordon, militare statunitense (n. 1960)
- 1993 - Gabriele Moreno Locatelli, religioso e pacifista italiano (n. 1959)
- 1993 - Randall Shughart, militare statunitense (n. 1958)
- 1994 - Virginia Dale, attrice e ballerina statunitense (n. 1917)
- 1994 - Lauri Parkkinen, pattinatore di velocità su ghiaccio finlandese (n. 1917)
- 1994 - Paul Maurice Perrin, arcivescovo cattolico francese (n. 1904)
- 1994 - John Reddington, missionario e vescovo cattolico irlandese (n. 1910)
- 1994 - Heinz Rühmann, attore tedesco (n. 1902)
- 1994 - Dub Taylor, attore statunitense (n. 1907)
- 1995 - Plinio Corrêa de Oliveira, storico, politico e filosofo brasiliano (n. 1908)
- 1995 - Albino Skerk, politico italiano (n. 1921)
- 1995 - Charles Veach, astronauta e ufficiale statunitense (n. 1944)
- 1996 - Tom Callahan, cestista statunitense (n. 1921)
- 1996 - George Kubler, storico dell'arte statunitense (n. 1912)
- 1997 - John Ashley, attore e produttore cinematografico statunitense (n. 1934)
- 1997 - Pierre Guichet, missionario e vescovo cattolico francese (n. 1915)
- 1997 - Verna Hillie, attrice statunitense (n. 1914)
- 1997 - Jarl Kulle, attore svedese (n. 1927)
- 1998 - Carlastella, cantante italiana (n. 1922)
- 1998 - George W. Davis, scenografo statunitense (n. 1914)
- 1998 - David C. Evans, informatico statunitense (n. 1924)
- 1998 - William Girometti, pittore italiano (n. 1924)
- 1998 - Roddy McDowall, attore britannico (n. 1928)
- 1999 - Akio Morita, fisico e imprenditore giapponese (n. 1921)
- 2000 - Wojciech Has, regista e sceneggiatore polacco (n. 1925)
- 2000 - Domenico Laudicina, politico italiano (n. 1913)
- 2000 - Francesco Leoni, fotografo italiano (n. 1925)
- 2000 - Benjamin Orr, bassista e cantante statunitense (n. 1947)

## XXI secolo(131)
- 2001 - Alessandro Fersen, drammaturgo, attore e regista teatrale italiano (n. 1911)
- 2001 - Marius Gallottini, ciclista su strada italiano (n. 1904)
- 2001 - Tatiana Menotti, soprano italiano (n. 1909)
- 2001 - Tullio Pane, cantante italiano (n. 1930)
- 2001 - Gregorio Peralta, pugile argentino (n. 1935)
- 2002 - Romolo Alzani, calciatore, allenatore di calcio e dirigente sportivo italiano (n. 1921)
- 2002 - Robert Bagage, fumettista francese (n. 1916)
- 2002 - Cliff Durandt, calciatore sudafricano (n. 1940)
- 2002 - Felix Kracht, ingegnere tedesco (n. 1912)
- 2002 - Bruce Paltrow, regista, sceneggiatore e produttore televisivo statunitense (n. 1943)
- 2003 - Cheung Yiu Lun, calciatore hongkonghese (n. 1978)
- 2003 - J.D. Kimball, cantante statunitense (n. 1958)
- 2003 - Gustav Sjöberg, calciatore e allenatore di calcio svedese (n. 1913)
- 2003 - Florence Stanley, attrice statunitense (n. 1924)
- 2003 - William Steig, illustratore, scultore e scrittore statunitense (n. 1907)
- 2004 - Helmut Bantz, ginnasta tedesco (n. 1921)
- 2004 - Jacques Benveniste, immunologo francese (n. 1935)
- 2004 - Matthäus Hetzenauer, militare tedesco (n. 1924)
- 2004 - Janet Leigh, attrice statunitense (n. 1927)
- 2004 - Enzo Santarelli, politico e storico italiano (n. 1922)
- 2004 - Jerzy Ustupski, canottiere polacco (n. 1911)
- 2005 - Adriano Ariè, produttore cinematografico e produttore televisivo italiano (n. 1939)
- 2005 - Ronnie Barker, attore e comico britannico (n. 1929)
- 2005 - Alastair Cameron, fisico e astronomo canadese (n. 1925)
- 2005 - Amrita Pritam, scrittrice indiana (n. 1919)
- 2005 - André Riou, allenatore di calcio francese (n. 1918)
- 2005 - Franco Scoglio, allenatore di calcio italiano (n. 1941)
- 2005 - Helmut Friedrich Witte, militare tedesco (n. 1915)
- 2005 - Jeff Young, rugbista a 15 gallese (n. 1942)
- 2006 - Peter Norman, velocista australiano (n. 1942)
- 2006 - Michelangelo Russo, politico italiano (n. 1931)
- 2007 - Patrick Landau, tennista monegasco (n. 1945)
- 2007 - Tony Ryan, imprenditore e manager irlandese (n. 1936)
- 2007 - Manfred Sommer, fumettista spagnolo (n. 1933)
- 2007 - Giuseppe Valdengo, baritono italiano (n. 1914)
- 2008 - Francesco Imberti, calciatore italiano (n. 1912)
- 2008 - Gil Rossellini, regista, produttore cinematografico e sceneggiatore italiano (n. 1956)
- 2008 - George Thomson, giornalista e politico britannico (n. 1921)
- 2009 - Franco Concas, politico italiano (n. 1927)
- 2009 - Sebastiano Di Lorenzo, politico italiano (n. 1922)
- 2009 - Rino Di Silvestro, regista italiano (n. 1932)
- 2009 - Zoran Mijucić, calciatore serbo (n. 1968)
- 2009 - Reinhard Mohn, imprenditore e editore tedesco (n. 1921)
- 2010 - Philippa Ruth Foot, filosofa inglese (n. 1920)
- 2010 - Roger Jorgensen, cestista statunitense (n. 1920)
- 2010 - Walter Nones, alpinista italiano (n. 1971)
- 2010 - Adriana Novelli, montatrice italiana (n. 1918)
- 2010 - Vitalij Romanenko, tiratore a segno sovietico (n. 1926)
- 2010 - Deddi Savagnone, attrice, doppiatrice e dialoghista italiana (n. 1929)
- 2011 - George Harrison, nuotatore statunitense (n. 1939)
- 2011 - Ida Marcheria, scrittrice, attivista e superstite dell'Olocausto italiana (n. 1929)
- 2011 - Jim Neal, cestista statunitense (n. 1930)
- 2011 - Guido Pancaldi, personaggio televisivo svizzero (n. 1922)
- 2011 - Fernand Van Rymenant, ciclista su strada e ciclocrossista belga (n. 1943)
- 2012 - Leszek Kamiński, cestista polacco (n. 1929)
- 2012 - Francesco Soliano, politico italiano (n. 1924)
- 2012 - Farrell Till, insegnante e giornalista statunitense (n. 1933)
- 2013 - Sergej Belov, cestista, allenatore di pallacanestro e dirigente sportivo sovietico (n. 1944)
- 2013 - Masae Kasai, pallavolista giapponese (n. 1933)
- 2013 - Ángeles Santos Torroella, pittrice spagnola (n. 1911)
- 2014 - Peer Augustinski, attore, doppiatore e conduttore radiofonico tedesco (n. 1940)
- 2014 - George DeCicco, mafioso statunitense (n. 1929)
- 2014 - Umberto Ginocchietti, stilista e imprenditore italiano (n. 1940)
- 2014 - Alan Henning, attivista britannico (n. 1967)
- 2014 - Luigi Luise, rugbista a 15, rugbista a 13 e allenatore di rugby a 15 italiano (n. 1927)
- 2014 - Jean-Jacques Marcel, calciatore francese (n. 1931)
- 2014 - Markus Pilz, atleta paralimpico tedesco (n. 1962)
- 2014 - Lori Sandri, allenatore di calcio e calciatore brasiliano (n. 1949)
- 2015 - Birgit Bjørnvig, politica danese (n. 1936)
- 2015 - Denis Healey, politico inglese (n. 1917)
- 2015 - Isao Hosoe, ingegnere e designer giapponese (n. 1942)
- 2015 - Bassel Khartabil, informatico e attivista siriano (n. 1981)
- 2015 - Marguerite Lafiteau, ginnasta e cestista francese (n. 1909)
- 2015 - João Leithardt Neto, calciatore brasiliano (n. 1958)
- 2015 - Rodolfo Maltese, chitarrista, trombettista e compositore italiano (n. 1947)
- 2016 - Corradino Di Stefano, politico italiano (n. 1931)
- 2016 - Jan Kozák, cestista e allenatore di pallacanestro cecoslovacco (n. 1929)
- 2016 - Silvano Tartaglini, rugbista a 15 e arbitro di rugby a 15 italiano (n. 1923)
- 2016 - Mário Wilson, allenatore di calcio e calciatore portoghese (n. 1929)
- 2017 - Michel Jouvet, neurologo francese (n. 1925)
- 2017 - Isabella Karle, chimica statunitense (n. 1921)
- 2017 - Francesco Martino, politico italiano (n. 1937)
- 2017 - Dino Siani, pianista, compositore e arrangiatore italiano (n. 1936)
- 2017 - Jalal Talabani, politico e guerrigliero iracheno (n. 1933)
- 2017 - Persia Woolley, scrittrice statunitense (n. 1935)
- 2018 - Ron Curry, cestista statunitense (n. 1970)
- 2018 - Joseph Kamaru, musicista keniota (n. 1939)
- 2018 - Leon Max Lederman, fisico statunitense (n. 1922)
- 2018 - Rolando Nicolosi, pianista e compositore argentino (n. 1934)
- 2018 - Antonio Valero Yubero, allenatore di calcio e calciatore spagnolo (n. 1932)
- 2019 - Giancesare Flesca, giornalista italiano (n. 1945)
- 2019 - Diogo Freitas do Amaral, politico portoghese (n. 1941)
- 2019 - Ignacio Noguer Carmona, vescovo cattolico spagnolo (n. 1931)
- 2019 - Isaac Promise, calciatore nigeriano (n. 1987)
- 2019 - Roger Taillibert, architetto francese (n. 1926)
- 2020 - Thomas Jefferson Byrd, attore statunitense (n. 1950)
- 2020 - Arturo Cacciamani, cestista argentino (n. 1933)
- 2020 - Angelo Frigerio, bobbista italiano (n. 1926)
- 2020 - Manrico Mansueti, scrittore, poeta e attivista italiano (n. 1935)
- 2021 - Todd Akin, politico statunitense (n. 1947)
- 2021 - Antonio Debenedetti, scrittore, giornalista e critico letterario italiano (n. 1937)
- 2021 - Annalisa Diaz, politica italiana (n. 1935)
- 2021 - José Luis Lamadrid, calciatore messicano (n. 1930)
- 2021 - Jorge Medina Estévez, cardinale e arcivescovo cattolico cileno (n. 1926)
- 2021 - Budge Patty, tennista statunitense (n. 1924)
- 2021 - Marc Pilcher, truccatore e parrucchiere britannico (n. 1967)
- 2021 - Bernard Tapie, imprenditore, politico e attore francese (n. 1943)
- 2021 - Gianpiero Taverna, direttore d'orchestra e compositore italiano (n. 1932)
- 2021 - Lars Vilks, disegnatore e scultore svedese (n. 1946)
- 2022 - Per Bredesen, calciatore norvegese (n. 1930)
- 2022 - Ron Franz, cestista statunitense (n. 1945)
- 2022 - Charles Fuller, drammaturgo e sceneggiatore statunitense (n. 1939)
- 2022 - Rebecca Godfrey, scrittrice canadese (n. 1967)
- 2022 - Mario Grasso, poeta, scrittore e saggista italiano (n. 1932)
- 2022 - Tiffany Jackson, cestista e allenatrice di pallacanestro statunitense (n. 1985)
- 2022 - Kim Jung-gi, illustratore e fumettista sudcoreano (n. 1975)
- 2022 - Florin Zalomir, schermidore rumeno (n. 1981)
- 2022 - Jesús del Muro, calciatore e allenatore di calcio messicano (n. 1937)
- 2023 - Tommy Gambino, mafioso statunitense (n. 1929)
- 2023 - Patrice Lecornu, calciatore francese (n. 1958)
- 2023 - Giovanni Marchesini, ingegnere italiano (n. 1936)
- 2023 - Marina Mizzau, scrittrice, saggista e filosofa italiana (n. 1936)
- 2023 - Giulio Quercini, politico italiano (n. 1941)
- 2024 - Michel Blanc, attore e regista francese (n. 1952)
- 2024 - Saturnino Braga, politico e ingegnere brasiliano (n. 1931)
- 2024 - Pierre Christin, scrittore, dialoghista e sceneggiatore francese (n. 1938)
- 2024 - Lino Falzon, calciatore maltese (n. 1941)
- 2024 - María Lagunes, scultrice messicana (n. 1922)
- 2024 - Marlon Pérez, ciclista su strada e pistard colombiano (n. 1976)
- 2024 - Alberto Perino, attivista italiano (n. 1946)
- 2024 - Hashem Safieddine, religioso e politico libanese (n. 1964)